# Cynthia Sieler
| jaar | rang enkelspel | rang dubbelspel |
| ---- | -------------- | --------------- |
| 1975 | 23             | –               |
| 1976 | 36             | –               |
| 1977 | 38             | –               |
| 1978 | 89             | –               |
| 1979 | 115            | –               |
| 1980 | 100            | –               |

Cynthia Sieler (11 februari 1951) is een voormalig tennisspeelster uit Australië. Sieler speelt rechtshandig. Zij was actief in het internationale tennis van 1968 tot en met 1980.

## Persoonlijk
Op 26 juni 1972 trad Sieler in het huwelijk met Peter Doerner. Daarna nam zij aan toernooien deel onder de naam Cynthia Doerner, Cynthia Sieler-Doerner of Cynthia Doerner-Sieler.

## Loopbaan

### Enkelspel
Sieler trad eind 1967 voor het eerst in de openbaarheid op een internationaal toernooi, het WTA-toernooi van Melbourne. Twee maanden later, zestien jaar oud, had zij haar grandslamdebuut op het Australisch tenniskampioenschap 1968 – in de eerste ronde versloeg zij de Amerikaanse Jeri Shepherd. Zij stond in 1974 voor het eerst in een finale, op het WTA-toernooi van Brisbane – zij verloor van landgenote Evonne Goolagong.
Sieler beschouwt zelf als haar mooiste overwinning: het verslaan van Martina Navrátilová – dat gebeurde tijdens de halve finale van het WTA-toernooi van Palm Springs in 1975. Daarmee bereikte zij haar tweede finale, maar ook deze verloor zij, van de Amerikaanse Chris Evert.
Haar beste resultaat op de grandslamtoernooien is het bereiken van de kwartfinale, op het Australian Open 1979. Haar hoogste notering op de WTA-ranglijst is de 15e plaats. Op de Australische nationale ranglijst bereikte zij in 1976 de 6e plaats.

### Dubbelspel
Sieler behaalde in het dubbelspel betere resultaten dan in het enkelspel. Zij stond in 1970 voor het eerst in een finale, op het WTA-toernooi van Brisbane, samen met landgenote Lexie Crooke – zij verloren van het Australische koppel Evonne Goolagong en Patricia Edwards. In 1971 had zij haar grandslamdebuut op het Australian Open, samen met landgenote Sharon O'Connor. In 1976 veroverde zij onder de naam Doerner haar eerste titel, op het WTA-toernooi van Toronto, samen met de Amerikaanse Janet Newberry, door het koppel Sue Barker en Pam Teeguarden te verslaan. In totaal won zij drie titels, de laatste in 1979 in Manchester, samen met de Amerikaanse Sharon Walsh.
Haar beste resultaat op de grandslamtoernooien is het bereiken van de halve finale, eenmaal op het Australian Open 1973 met landgenote Sally Irvine en andermaal op Roland Garros 1977 geflankeerd door de Argentijnse Raquel Giscafré.

#### Gemengd dubbelspel
In deze discipline debuteerde zij op Wimbledon 1972, samen met haar kersverse echtgenoot Peter Doerner. Haar beste resultaat is het bereiken van de kwartfinale op Roland Garros 1973, met de Amerikaan Mike Estep aan haar zijde.

## Na de actieve loopbaan
Bron: 
Cynthia Doerner was acht jaar tenniscoach in de Verenigde Staten, de laatste twee jaar als hoofdcoach van het Women's Tennis Program aan de Fresno State University. Zij keerde terug naar Australië en werd in 1996 coach bij de South Hawthorn Tennis Club in Hawthorn, een voorstad van Melbourne. Samen met Sue Davey was zij co-coach in de periode 1996–2010. In deze tijd werd zij uitgeroepen tot Coach of the Year door Tennis Victoria. Aangezien haar zonen Scott en Austin, die studeerden aan Amerikaanse universiteiten, door de Californische Pepperdine-universiteit als coach werden aangesteld en zij zich in de Verenigde Staten gingen vestigen, besloot Doerner in 2011 om ook naar Californië te verhuizen.

## Palmares

### WTA-finaleplaatsen enkelspel
| nr.              | finale     | toernooi         | ondergrond    | tegenstandster   | score    | ref    |
| ---------------- | ---------- | ---------------- | ------------- | ---------------- | -------- | ------ |
| gewonnen finales |            |                  |               |                  |          |        |
| geen             |            |                  |               |                  |          |        |
| verloren finales |            |                  |               |                  |          |        |
| 1.               | 1974-11-23 | WTA Brisbane     | gras          | Evonne Goolagong | 1-6, 2-6 | [ 12 ] |
| 2.               | 1975-10-05 | WTA Palm Springs | hardcourt (i) | Chris Evert      | 1-6, 3-6 | [ 13 ] |

### WTA-finaleplaatsen vrouwendubbelspel
| nr.              | finale     | toernooi       | ondergrond | partner         | tegenstandsters                   | score         | ref    |
| ---------------- | ---------- | -------------- | ---------- | --------------- | --------------------------------- | ------------- | ------ |
| gewonnen finales |            |                |            |                 |                                   |               |        |
| 1.               | 1976-08-21 | WTA Toronto    | gravel     | Janet Newberry  | Sue Barker Pam Teeguarden         | 6-7, 6-3, 6-1 | [ 16 ] |
| 2.               | 1977-07-10 | WTA Båstad     | gravel     | Raquel Giscafré | Helena Anliot Florența Mihai      | 6-2, 7-5      | [ 17 ] |
| 3.               | 1979-06-09 | WTA Manchester | gras       | Sharon Walsh    | Sue Barker Anne Hobbs             | 6-3, 6-2      | [ 18 ] |
| verloren finales |            |                |            |                 |                                   |               |        |
| 1.               | 1970-11-15 | WTA Brisbane   | gras       | Lexie Crooke    | Evonne Goolagong Patricia Edwards | 2-6, 3-6      | [ 19 ] |

## Resultaten grandslamtoernooien
| Legenda | Legenda                          |
| ------- | -------------------------------- |
| g.t.    | geen toernooi gehouden           |
| l.c.    | lagere categorie                 |
| –       | niet deelgenomen                 |
| G       | uitgeschakeld in de groepsfase   |
| 1R      | uitgeschakeld in de eerste ronde |
| 2R      | uitgeschakeld in de tweede ronde |
| 3R      | uitgeschakeld in de derde ronde  |
| 4R      | uitgeschakeld in de vierde ronde |
| KF      | uitgeschakeld in de kwartfinale  |
| HF      | uitgeschakeld in de halve finale |
| F       | de finale verloren               |
| W       | het toernooi gewonnen            |
| w-v     | winst/verlies-balans             |

### Enkelspel
| Australian Open | 2R | 2R | 1R | –  | 2R | 2R | –  | –  | –  | 1R | KF |
| Roland Garros   | –  | –  | –  | –  | –  | –  | 3R | 1R | 1R | 1R | 1R |
| Wimbledon       | –  | –  | –  | 2R | 1R | 2R | 3R | 3R | 3R | 2R | 3R |
| US Open         | –  | –  | –  | 1R | –  | 2R | 1R | 2R | 2R | 2R | 1R |

### Vrouwendubbelspel
| toernooi        | 1971 | 1972 | 1973 |    | 1975 | 1976 | 1977 | 1977 | 1978 | 1979 | 1980 |
| --------------- | ---- | ---- | ---- | -- | ---- | ---- | ---- | ---- | ---- | ---- | ---- |
| Australian Open | 1R   | –    | HF   | 2R | –    | –    | –    | KF   | KF   | –    |      |
| Roland Garros   | –    | –    | 2R   | –  | KF   | HF   | HF   | 1R   | 1R   | –    |      |
| Wimbledon       | –    | –    | KF   | 2R | 2R   | 1R   | 1R   | 2R   | 1R   | 2R   |      |
| US Open         | –    | 1R   | 1R   | 1R | 2R   | 3R   | 3R   | 2R   | 2R   | –    |      |

### Gemengd dubbelspel
| Australian Open | g.t. | g.t. | g.t. | g.t. | g.t. | g.t. | g.t. |
| Roland Garros   | –    | KF   | –    | 2R   | 2R   | 2R   | –    |
| Wimbledon       | 2R   | –    | 1R   | –    | –    | –    | 3R   |
| US Open         | 1R   | 1R   | –    | 1R   | –    | –    | –    |